# Maria Chiara Ramorino
Maria Chiara Ramorino (Torino, 13 aprile 1931) è una fisica, ex tennista ed ex orientista italiana.
Laureata in fisica nucleare, ha praticato prima il tennis e poi l'orienteering .  
Ha partecipato alle prime missioni italiane in Antartide nei primi anni '90, e ha coordinato il comitato italiano che ha compilato e pubblicato il Dizionario Geografico Composito dell'Antartide. 
Nel 2006 il Comitato consultivo dei nomi antartici ha intitolato a lei il ghiacciaio Ramorino in Antartide. 

## Carriera tennistica
Nel 1953 Maria Chiara Ramorino ha vinto il titolo nazionale assoluto di doppio, insieme a Lucia Manfredi. 
Alla I Universiade di Torino, si è aggiudicata due medaglie d'oro, in doppio con Maria Teresa Riedl e nel doppio misto, con Massimo Drisaldi. Agli Internazionali d'Italia si è classificata due volte tra le prime otto nel singolare femminile (1956 e 1957).

## Palmarès
| Anno | Manifestazione | Sede   | Evento           | Risultato | Note  |
| ---- | -------------- | ------ | ---------------- | --------- | ----- |
| 1959 | Universiadi    | Torino | Doppio femminile | Oro       | [ 3 ] |
| 1959 | Universiadi    | Torino | Doppio misto     | Oro       | [ 4 ] |

## Opere
- Orientering. Orientarsi nella natura (con Roberto Cervellati e Luca Pennisi), Roma, Edizioni Mediterranee, 1983.
- Rapporto sulla campagna antartica. Estate australe 1993-1994: nona spedizione, a cura di Liana Bacigalupi e M. Chiara Ramorino, Roma, ENEA, 1994.
- Rapporto sulla campagna antartica. Estate australe 1995-1996: undicesima spedizione, a cura di Anna Pignocchi e M. Chiara Ramorino, Roma, ENEA, 1996.
- Rapporto sulla campagna antartica. Estate australe 1999-2000: quindicesima spedizione, a cura di Tiziana Pugliatti e M. Chiara Ramorino, Roma, ENEA, 2000.
- Rapporto sulla campagna antartica. Estate australe 2000-2001: sedicesima spedizione, a cura di Tiziana Pugliatti e M. Chiara Ramorino, Roma, ENEA, 2001.
- South-Pole the italian system for antarctic data, (con Carlo Carlesi e Lucio Rossi), In: 3. Workshop Italian research on Antarctic atmosphere: Porano, 22-24 October 1990, Bologna, Italian Physical Society, 1992.